# 南桐镇
南桐镇，是中华人民共和国重庆市綦江区下辖的一个乡镇级行政单位。

## 行政区划
南桐镇下辖以下地区：
南桐社区、新工村社区、支路社区、平山社区、二郎峡社区、八零一社区、南桐村、麒麟村、金龙村、温塘村、营寨村、民权村、沙坝村、王家坝村、岩门村和石桥村。